# پرویز ناتل خانلری
پرویز ناتِل خانلَری (۲۹ اسفند ۱۲۹۲ – ۱ شهریور ۱۳۶۹) از اهالی ناتل نور مازندران، ادیب، سیاست‌مدار، زبان‌شناس، نویسنده و شاعر معاصر ایرانی بود. او در ساده کردن مسائل دشوار و پیچیدهٔ زبان مهارت داشت.

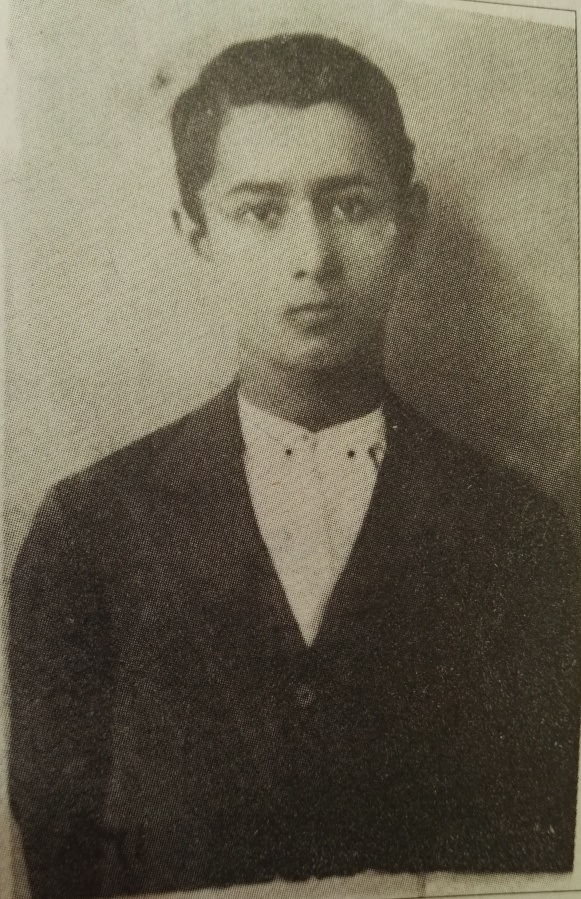
خانلری در ۱۵ سالگی

## اوائل زندگی
پرویز ناتل خانلری؛ ۲۹ اسفند ۱۲۹۲ در تهران در یک خانواده مازندرانی که در عصر قاجار شغل دیوانی داشتند، زاده شد. نام خانوادگی خانلری برگرفته از لقب جدش خانلرخان، نویسنده سفرنامه میرزا خانلرخان است. جدّ او، میرزا احمد مازندرانی، نخست عنوان خانلرخان و سپس لقب اعتصام‌الملک گرفت. میرزا خانلرخان اعتصام‌الملک تا پایان عمر، مشاغلی در وزارت امور خارجه داشت و مدیر کلّ وزارت خارجه بود.
خانلری نام ناتل (شهری قدیمی در مازندران) را به پیشنهاد نیما یوشیج که پسرخاله مادرش بود، به نام خانوادگی خود افزود و با آنکه خود همیشه آن را به کار می‌برد، در شناسنامهٔ او نبود و نام مستعارش «پژوهنده» بود. پدرش ابوالحسن‌خان اعتصام‌الملک (۱۲۸۸–۱۳۴۹) اهل بابُل، تحصیل‌کردهٔ رشتهٔ حقوق و کارمند وزارت عدلیه و امور خارجه بود و به زبان روسی تسلط و با انگلیسی و فرانسوی آشنایی داشت و به ماموریت‌های خارج از کشور فرستاده شد و نایب سفیر ایران در تفلیس و سن پترزبورگ بود. او شخصاً تعلیم و تربیت پسرش پرویز را به عهده داشت و دلیل برانگیختگی علاقهٔ او به ادبیات بود. خانوادهٔ پدری خیلی زودتر از شهرستان نور، روستای «ناتل» از توابع شهرستان نور کنونی کوچ کرده بودند. خانلری در خاطرات خود از تنگدستی خانوادهٔ خود با وجود مستمری دریافتی پدر می‌نویسد.

## تحصیلات
پرویز ناتل خانلری تحصیلات ابتدائی را در مدرسه سن لویی، مدرسهٔ آمریکائی تهران و مدرسهٔ ثروت تهران گذراند. درس‌های دورهٔ اوّل دبیرستان را به‌طور متفرّقه امتحان داد، و هنگام ورود به دارالفنون برای دورهٔ دوّمِ متوسّطه، به تشویق بدیع‌الزمان فروزانفر، که آن زمان معلّم دارالفنون بود، رشتهٔ ادبی را انتخاب کرد.
سپس وارد دانشسرای عالی شد و در سال ۱۳۱۴ خورشیدی دانش‌نامهٔ کارشناسی زبان و ادبیّات فارسی را از دانشکدهٔ ادبیّات دانشگاه تهران دریافت کرد. پس از گذراندن دورهٔ آموزشیِ خدمت نظام وظیفه، از سال ۱۳۱۵ به خدمت وزارت فرهنگ درآمد و مدّتی دبیر دبیرستان‌های رشت بود. سپس، ضمن تدریس در دبیرستان‌ها، دورهٔ دکترای زبان و ادبیات فارسی را گذراند.
سالِ ۱۳۲۲ خانلری جزو نخستین گروه دریافت‌کنندگان دکترای زبان و ادبیّات فارسی از دانشگاه تهران بود. موضوع پایان‌نامه‌اش «تحوّل غزل در شعر فارسی» بود که به راهنمائی ملک‌الشعرای بهار به انجام رساند و بعدها با عنوان «تحقیق انتقادی در عروض و قافیه و چگونگی تحوّل اوزان غزل فارسی» به چاپ رسید. پس از سربازی دورانِ خدمت در دانشگاه تهران را آغاز کرد. خانلری کرسی «پیشینه زبان فارسی» را در دانشکدهٔ ادبیاتِ دانشگاهِ تهران ایجاد کرد؛ و تا سالِ ۱۳۵۷ خود متصدّیِ تدریسِ آن بود. از دانشجویان و شاگردانِ موفّقِ او می‌توان به محمّدرضا شفیعی کدکنی اشاره کرد. در اوایلِ کار در دانشگاه تهران، در سالِ ۱۳۲۵، مؤسسه انتشارات دانشگاه تهران را بنیان گذاشت و خود به مدّتِ پنج سال مدیریّتش را بر عهده داشت.

## آشنایی با حلقه‌های ادبی
خانلری از دورانِ دانشجویی همکاریِ خود را با مطبوعات آغاز کرد و اشعار و نوشته‌هایش در مجلّهٔ مهر انتشار می‌یافت. در خاطرات خود از جمعی از ادیبانِ نامدارِ آن زمان همچون محمّدتقی بهار و غلامرضا رشید یاسمی و سعید نفیسی یاد می‌کند که در دفترِ مجلّهٔ مهر گردمی‌آمدند و مشهور به ادبای سَبعه (هفت‌گانه) بودند. در مقابلِ ایشان به چهار جوانِ نوگرا و دانش‌آموختهٔ اروپا، یعنی صادق هدایت و مجتبی مینوی و بزرگ علوی و مسعود فرزاد، اشاره می‌کند که در «کافهٔ رز نوار» در خیابان لاله‌زار جمع می‌شدند و به گروهِ ربعه (چهارگانه) مشهور شده بودند و خانلری در حدودِ سالِ ۱۳۱۵ با آنان نیز آشنایی یافت.

## ازدواج و زندگیِ شخصی

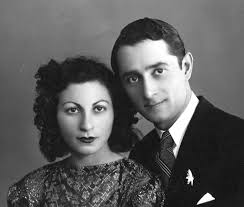
خانلری همراه با همسرش زهرا کیا در روز ازدواجشان

پرویز ناتل خانلری در سال ۱۳۲۰ با زهرا کیا ازدواج کرد که حاصل آن یک دختر و یک پسر بود. پسرش آرمان در جوانی درگذشت.

## فعالیتِ ادبی و سیاسی
در خردادِ ۱۳۲۲ نخستین شماره از مجلّهٔ ادبی سخن را انتشار داد و، با وجودِ وقفهٔ ناخواسته‌ای که پیش آمد، تا سالِ ۱۳۵۷ انتشار آن را تداوم بخشید.
وی در سالِ ۱۳۲۷ به پاریس رفت و مدّت دو سال در «انستیتو دو فونتیک»، که وابسته به دانشگاه سوربن بود، به مطالعه و پژوهش مشغول شد. او نخستین ایرانی‌ای بود که با رشتهٔ فونتیک (آواشناسی) در این مؤسسه آشنا شد و رساله‌ای نیز در این مورد به زبان فرانسوی نوشت.
پرویز ناتل خانلری در سالِ ۱۳۳۴ معاونِ وزارت کشور (در دورهٔ وزارتِ اسدالله علم) شد. از همان دوران سناتور انتصابیِ مازندران شد و چند دوره تا سالِ ۱۳۵۷ در آن سِمَت بود. از شهریورِ ۱۳۴۱ تا بهمنِ ۱۳۴۲ وزیرِ فرهنگِ کابینهٔ اسداللّه علم بود. در مقامِ وزارت فرهنگ، طرحِ ایجادِ سپاه دانش را پیشنهاد کرد و به تصویب رساند و اجرایش را آغاز کرد.
از مهم‌ترین خدماتِ خانلری به فرهنگِ ایرانی تأسیسِ بنیاد فرهنگ ایران با جلبِ همکاریِ عدّه‌ای پژوهشگر بود که در سالِ ۱۳۴۴ آغاز به کار کرد. بنیاد فرهنگ ایران در مدّتِ فعالیتِ خود بیش از سیصد کتاب منتشر کرد که غالبِ آن‌ها متون و پژوهش‌های مهمّی در جنبه‌های مختلفِ ادبی و تاریخی و علمی بود. ریاستِ بنیادِ فرهنگ از ابتدای تأسیس تا سالِ ۱۳۵۷ بر عهدهٔ خانلری بود. خانلری همچنین ریاستِ فرهنگستان ادب و هنر ایران را بر عهده داشت. مدّتی نیز مدیریتِ کلِّ سازمان پیکار با بی‌سوادی را بر عهده گرفت.

## پس از انقلابِ ۱۳۵۷
پس از انقلابِ ۱۳۵۷ خانلری به مدّتِ صد روز زندانی شد و از همهٔ فعالیت‌های رسمی و دانشگاهی کناره گرفت. در خاطراتش می‌نویسد که با آزادی از زندان، حکومت علاوه بر بستن حساب‌های بانکی او بابت حقوق دورهٔ سناتوری‌اش مبلغ یک میلیون و سیصد هزار تومان از او مطالبه می‌کند که به دلیل تنگدستی نهایتاً پانصد هزار تومان از او دریافت می‌کنند.
پرویز ناتل خانلری در شهریور ۱۳۶۹، پس از یک دوره طولانی بیماری، در ۷۶ سالگی در تهران درگذشت. پیکر وی در بهشت زهرای تهران، قطعهٔ ۷۳، ردیف ۳۰، شمارهٔ ۶۶ به خاک سپرده شده است.

## دستاوردها و آثار

### مجلّهٔ سخن
از کارهای ارزشمند خانلری، انتشار مجلّهٔ سخن از سال ۱۳۲۲ تا ۱۳۵۷ بود که جمعاً ۲۷ دوره منتشر شد. شمارهٔ اوّل مجلّه به صاحب‌امتیازیِ ذبیح‌الله صفا منتشر شد، امّا با رسیدن خانلری به سی سالگی، صاحب‌امتیازی مجلّه به او منتقل شد. مجلّهٔ سخن، به خصوص در دوره‌های اوّل خود، دریچه‌ای به روی ادبیّات جهان بود و محلّی برای انتشار آثار نویسندگان تازه‌نفس و شاعران نوگرا بود، و نقش بسزائی در جهت‌گیری ادبیّات فارسی در دورهٔ معاصر داشت.
روشِ خانلری و نوشته‌های او در سخن راهگشای جوانان مستعد شد. بسیاری از نویسندگان و شاعرانِ نامدار چون جلال آل احمد، محمّدعلی اسلامی ندوشن و بهرام صادقی اوّلین اثرشان در مجلّهٔ سخن به چاپ رسید. مجلّهٔ سخن در دورانِ درازِ انتشارش دو نسل از شاعران، مترجمان، محقّقان، داستان‌نویسان و ناقدان را تربیت کرد.

### دستورِ فارسی

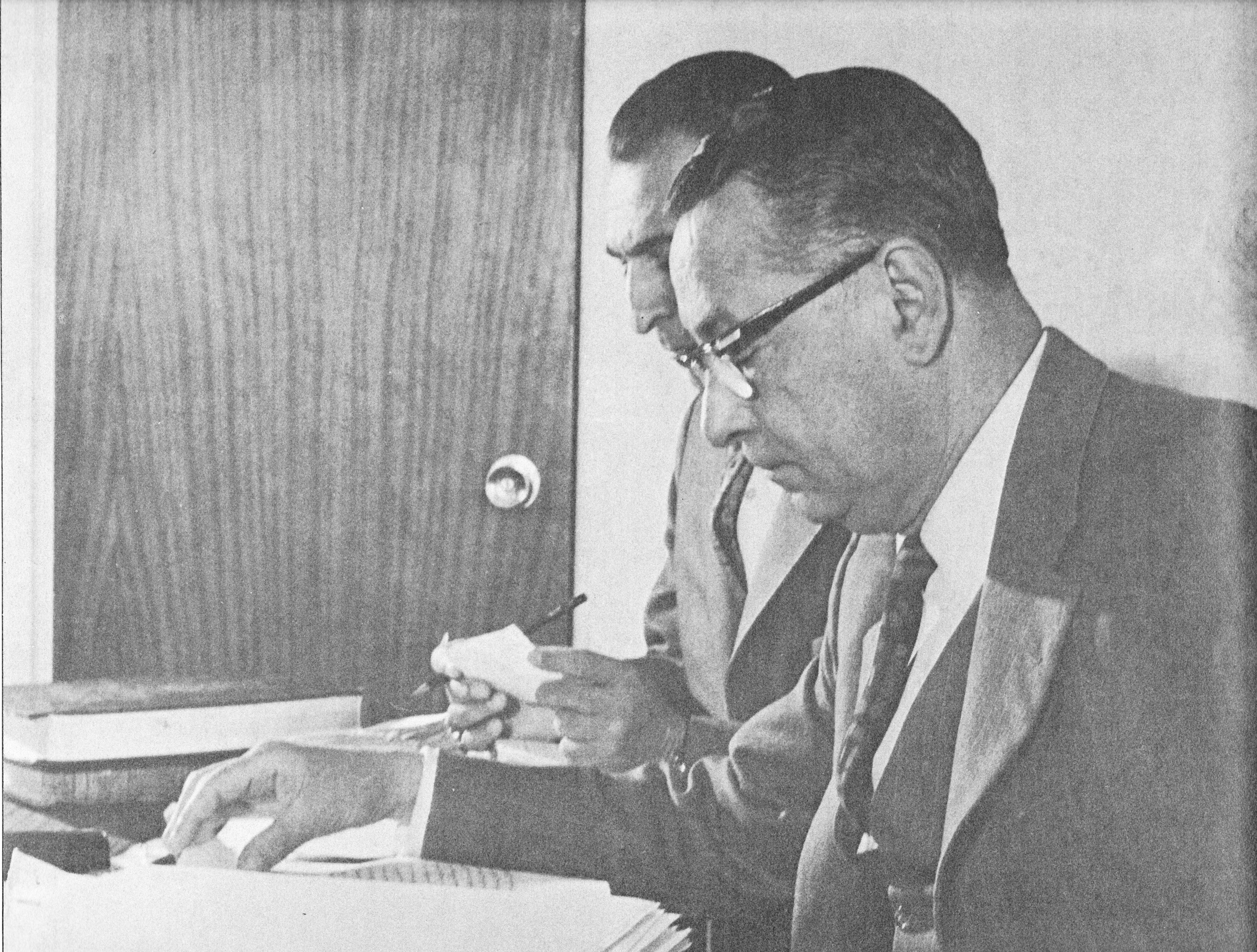

دستور زبان فارسیِ خانلری اوّلین بار در سال ۱۳۴۳ به عنوان کتاب درسی دبیرستانی به چاپ رسید و سال‌ها در دبیرستان‌ها تدریس می‌شد، و بعداً مورد تجدیدنظر قرار گرفت و در دانشگاه‌ها نیز تدریس شد. نوآوری عمده‌ای که در اوّلین نگاه در دستور زبان فارسی تألیف خانلری به چشم می‌خورَد، اینست که برخلاف دستورهای پیشین، که مبنای بحث خود را اجزای جمله و تعریف انواع واژه قرار می‌دادند و سپس به ترکیب جمله می‌رسیدند، در دستور خانلری کوچک‌ترین واحد گفتار که منظور گوینده، یعنی رساندن پیام را برآورده می‌سازد و جمله خوانده می‌شود، مبنای بحث قرار می‌گیرد، و سپس این واحد گفتار به دو قسمت اصلی تقسیم می‌شود که هر یک شامل اجزای کوچکتریست، و پس از آن به شناخت یک‌یک اجزای هر قسمت می‌رسد. دستور زبان خانلری برپایهٔ زبان‌شناسی و با توجّه به روح زبان فارسی تدوین شد؛ و می‌توان گفت اوّلین دستور زبان فارسی بر بنیاد زبان‌شناسی در ایران است. در این دستور، بسیاری از اصطلاحات زبان‌شناسی که اکنون در زبان‌شناسی و دستور زبان رایجست، مانند نهاد، گزاره، عملکرد، پایه، پیرو، وابسته و نظایر آن از برساخته‌های اوست. او در این کتاب، در فصل «درازنویسی»، فصاحت را در کوتاه‌نویسی می‌داند و توصیه به کوتاه‌نویسی می‌کند، چنانکه نوشته: «می‌گویند که زبان لاتینی فصیح‌ترین زبان دنیا بوده است، زیرا که در آن می‌توان مقصود را به کوتاه‌ترین عبارت بیان کرد.»

### تاریخ زبان فارسی
اثر مهمّ و ماندگار دیگر خانلری تاریخ زبان فارسی است که یگانه کتابِ مرجع در این زمینه به حساب می‌آید.
بنای کتاب دستور زبان فارسی بر ۵ جلد ریخته شده بود که زبان ایرانیان را از زمان کهن تا دورهٔ معاصر دربرمی‌گرفت. جلد اوّل شامل اصطلاحاتی بود دربارهٔ زبان ایرانی باستان و پارسی میانه تا ورود اسلام. جلد دوم مشتمل بر زبان‌ها و گویشهایی بود که پس از اسلام در قلمرو ایران‌زمین شکل گرفته و تکامل پیدا کرده است. این دوره به قرن هفتم هجری ختم می‌شود. جلد سوم ویژگی‌های نحوی و لغوی و آواشناسی دورهٔ دوم زبان فارسی دری، یعنی بعد از استیلای مغول را شامل می‌شود. این دوره به قرن سیزدهم خاتمه می‌یابد و از دوره‌های اثرگذار در زبان فارسی معاصر است. جلد چهارم دربارهٔ زبان فارسی معاصر و تحوّل و دگرگونی آنست و جلد پنجم دربارهٔ زبان فارسی در کشورهای همسایه مانند تاجیکستان، افغانستان و شبه‌قاره است. خانلری در دورهٔ حیات خود موفّق شد تنها جلد اوّل و دوم آن را در چندین مُجَلَّد به تألیف درآورَد که از آثار پرارزش و ماندگار این حوزه است. همچنین او طرح جامعی بر همین اساس ابزار زبان فارسی برای تألیف فرهنگ لغت پایه‌گذاری کرده بود که تنها موفّق شد بخشی از دورهٔ اوّل را آماده کند و به چاپ برساند.

### فرهنگ تاریخی زبان فارسی

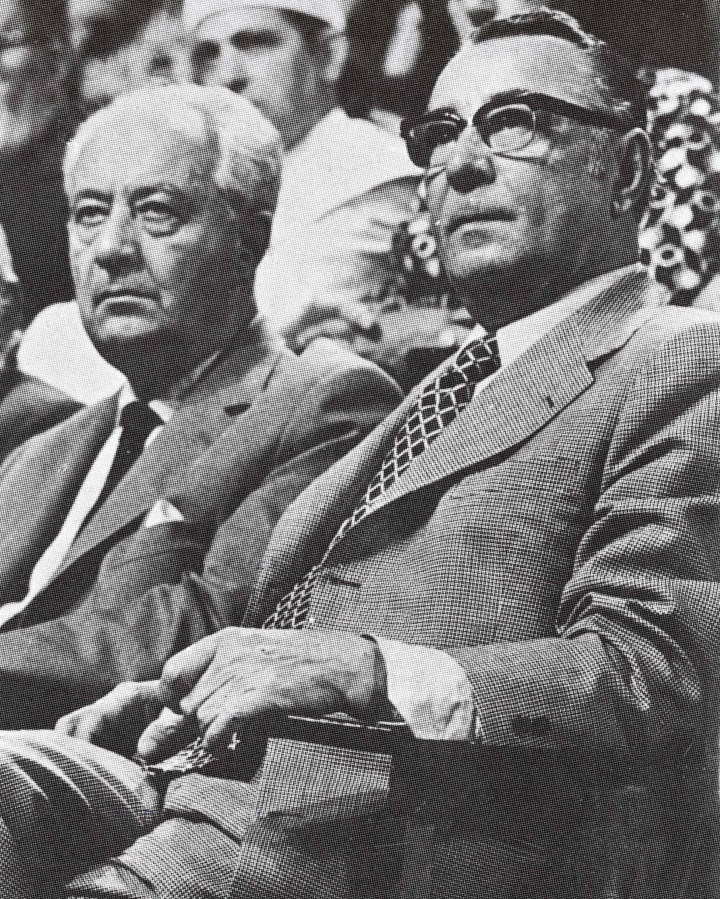
خانلری در دانشکده ادبیات دانشگاه تهران

از دیگر کارهای عمدهٔ خانلری، طرح‌ریزی تألیف و انتشار فرهنگ تاریخی زبان فارسی بود. در این نوع فرهنگ، برخلافِ روشِ رایجِ فرهنگ‌نگاری فارسی که مآخذِ اصلیِ موردِ استفاده در آن فرهنگ‌های موجود است، مؤلّفان نخست همهٔ متن‌های موجود در زبان را به ترتیبِ تاریخی از پیِ هم قرار می‌دهند و واژه‌ها و معنی‌های گوناگون آن‌ها را، نه از روی فرهنگ‌های دیگر، بلکه از متن‌ها می‌گیرند. بدین ترتیب معلوم می‌شود که هر واژه از چه تاریخی واردِ زبان (مکتوب) شده و هریک از معنی‌های گوناگونِ آن از چه روزگاری بر جا مانده است. چنین لغتنامه‌ای در هر زبان شناسنامهٔ تاریخیِ یک‌یکِ واژه‌های آن زبان است و فایده‌های در دست داشتن چنین سندی برای زبان‌شناسان و ادیبان و محقّقان و شاعران چندان فراوان و گوناگون است که در آغاز کار نمی‌توان تمام آن‌ها را پیش‌بینی کرد.
خانلری طرح تهیّهٔ فرهنگ تاریخی زبان فارسی را تهیّه کرد و آن را در بنیاد فرهنگ ایران به موقع اجرا گذاشت. همکاران این طرح بزرگ را، که تعدادشان انگشت‌شمار بود، با تحقیق و تجسّس بازشناخت و گروهی جوانان علاقه‌مند را به این کار برگماشت. نخستین جلد فرهنگ تاریخی زبان فارسی در سال ۱۳۵۷ انتشار یافت. جلد دوم آن نیز به زیر چاپ رفته بود که با کناره‌گیری خانلری معلّق ماند و به سرنوشت نامعلومی دچار شد.

### غزل‌های حافظ
پرویز ناتل خانلری در سال ۱۳۳۷ در مقدّمهٔ غزل‌های حافظ اظهار امیدواری کرده بود که با استفاده از نسخه‌های کهن، دیوان کامل حافظ تهیّه و منتشر گردد. این فکر پس از بیست‌ودو سال تحقّق یافت و در سال ۱۳۵۹ دیوان خواجه شمس‌ّالدین محمّد حافظ توسّط بنیاد فرهنگ ایران انتشار یافت. خانلری در تنظیم دیوان حافظ متن ۴۸۶ غزل حافظ را پس از بررسی و مقایسهٔ ضبط ۱۴ نسخهٔ اساس خود به ترتیب حروف تهجّیِ قافیه‌های غزل‌ها در صفحات سمت راست کتاب قرار داده است. در صفحات مقابل، برای هر غزل نخست نشانه‌های معرّف نسخه‌هایی که آن غزل را درج کرده‌اند در بالای صفحه و به دنبال آن ترتیب ابیات آن غزل در نسخه‌های مأخذ و سپس اختلاف نسخه‌ها در ضبط کلمات و عبارات در مورد هر بیت نقل گردیده است. دیوان حافظ چاپ خانلری، با وجود چندین ویرایش دیگر از غزل‌های حافظ، که طیّ سی سال پس از آن انتشار یافته است، اعتبار خود را حفظ کرده و مورد استفادهٔ محقّقان است.

### شاعری و نمایشنامه‌نویسی
خانلری خود باآنکه در جوانی در شاعری گرایش‌هایی مشابه نیما یوشیج داشت، ولی با مطالعهٔ بیشتر به این نتیجه رسید که عروض فارسی ظرفیّت‌های گسترده‌ای دارد و آنچه نیازمند تغییر و تحوّلست، زبان شعر است که باید امروزی شود. مجموعهٔ اشعار او با نام ماه در مرداب در سال ۱۳۴۳ انتشار یافت و بارها تجدید چاپ شد.
پرآوازه‌ترین شعر او مثنوی بلند «عقاب» است که به صادق هدایت تقدیم شده است. عقاب با این ابیات آغاز می‌شود:
| گشت غمناک دل و جان عقاب  |  | چو ازو دور شد ایّام شباب  |
| دید کش دُور به انجام رسید |  | آفتابش به لب بام رسید    |
| باید از هستی دل برگیرد   |  | ره سوی کشور دیگر گیرد    |
| خاست تا چارهٔ ناچار کند!  |  | چاره‌ای جوید و در کار کند |

دانشنامهٔ ایرانیکا «عقاب» را مهم‌ترین شعرِ فارسیِ قرنِ بیستمِ میلادی دانسته است.
خانلری دستی هم در نمایشنامه‌نویسی آزمود؛ از جمله تک‌پرده‌ایِ سفر هشتم سندباد را تحتِ تأثیرِ حکایاتِ سندباد بحریِ هزار و یک شب در دی‌ماهِ ۱۳۳۱ در مجلّهٔ سخن با امضای مستعار «ا.ب.» چاپ کرد که الهام‌بخشِ یکی از مهم‌ترین نمایشنامه‌های فارسی به نامِ هشتمین سفر سندباد (۱۳۴۳) به قلمِ بهرام بیضایی شد.

## کتاب‌شناسی

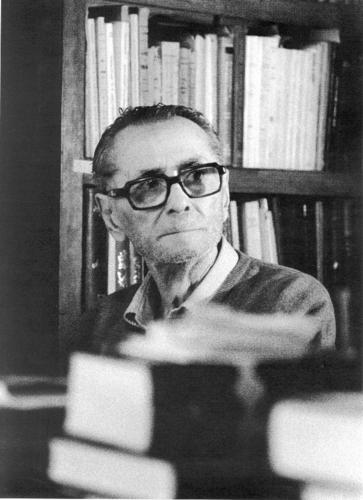
خانلری در اواخرِ عمر

## یادمان
در ۲۸ آبانِ ۱۳۹۹ خیابان پروانه در محدوده خیابان شهید کلاهدوزِ تهران به نامِ پرویز ناتل خانلری تغییر نام یافت.

## پانوشت‌ها
1. ↑  «من و نیما یوشیج پسرخاله بودیم!». تهرانشناسی. ۱۵ دی ۱۳۹۶. بایگانی‌شده از اصلی در ۱۹ اکتبر ۲۰۱۸. دریافت‌شده در ۱۹ اکتبر ۲۰۱۸.
2. ↑  «برگی از تقویم تاریخ. ۲۹ اسفند زادروز پرویز ناتل خانلری». چغورک. ۱۳۹۷-۱۲-۲۸. دریافت‌شده در ۲۰۲۱-۰۸-۲۳. کاراکتر C1 control character در |نشانی= در موقعیت 44 (کمک)
3. ↑  دانشگاه تهران، دانشکده ادبیات و علوم انسانی. اعضای هیئت علمی بازنشسته
4. ↑  روزنامهٔ اعتماد ملی، شمارهٔ ۷۵، ص۱۲، ۱۳۸۵
5. ↑  «پرویز ناتل خانلری؛ ادیب سیاستمدار». توانا. ۲۰۱۹-۰۱-۲۸. دریافت‌شده در ۲۰۲۱-۰۸-۲۳.
6. ↑  آرتور جفری (۱۳۸۳). واژگان دخیل در قرآن. ترجمهٔ فریدون بدره‌ای. انتشارات توس. ص. ۳۴ (مقدمهٔ مترجم).
7. ↑  «پرویز ناتل خانلری از رجال برجسته ادبی معاصر ایران». وبگاه دانشنامه جهان اسلام.
8. ↑  یادداشت‌های او با عنوان سفرنامهٔ خانلرخان در سال ۱۳۵۱ در تهران به چاپ رسیده است.
9. ↑  «خاطرات پرویز ناتل خانلری»، بازنویسی یدالله جلالی پَندَری، مجلهٔ آینده، مرداد-آبان ۱۳۶۹، ص۴۲۷–۴۴۸
10. 1 2 3  «از دفتر خاطرات دکتر پرویز ناتل خانلری (تنگدستی)». پرتال جامع علوم انسانی. دریافت‌شده در ۲۰۲۲-۰۸-۰۲.
11. ↑  «خاطرات پرویز ناتل خانلری»، همان‌جا
12. ↑  «خاطرات پرویز ناتل خانلری»، همان‌جا
13. ↑  «خاطرات پرویز ناتل خانلری»، همان‌جا
14. ↑  جلال متینی، «پیمان پایدار با فرهنگ ایران»، ایران‌شناسی، تابستان ۱۳۷۰، ص۲۳۳–۲۳۷
15. ↑  Abbas Milani: Eminent Persians, Syracuse University Press, 2008, p. 971-977
16. ↑  محمدجعفر محجوب، «دکتر پرویز ناتل خانلری»، ایران‌نامه، پاییز ۱۳۶۹، شماره ۳۲، ص ۶۵۶–۶۶۴
17. ↑  محمد پروین گنابادی، مجلهٔ یغما، فروردین ۱۳۵۲
18. ↑  پرویز ناتل خانلری (۱۳۵۵). دستور زبان فارسی (ویراست چهارم). تهران: انتشارات بابک. ص. ۳۵۶.
19. ↑   بایگانی‌شده  در ۳۰ سپتامبر ۲۰۰۸ توسط Wayback Machine، محمد مهیار: «خانلری و زبان»، هفته‌نامهٔ شهروند امروز
20. ↑  محمدجعفر محجوب، همان‌جا
21. ↑  مقدمه‌ای بر تدوین غزل‌های حافظ، دکتر سلیم نیساری، ۱۳۶۷
22. ↑  https://iranicaonline.org/articles/khanlari-parviz
23. ↑  «بیضاییِ معاصر». rasekhoon.net. ۲۴ دی ۱۳۹۳. دریافت‌شده در ۲۰۲۱-۰۸-۲۳.
24. ↑  http://www.iranicaonline.org/articles/khanlari-parviz
25. ↑  «نامگذاری ۱۳ خیابان تهران به نام شاعران/ مخالفت خانواده مرحوم سرحدی‌زاده با نامگذاری یک خیابان به یاد او». خبرگزاری ایلنا. دریافت‌شده در ۲۰۲۱-۰۳-۰۹.